# Association internationale des juristes démocrates
Pour les articles homonymes, voir IADL.
L'Association internationale des juristes démocrates (AIJD) (en anglais, International Association of Democratic Lawyers ou IADL) est une organisation non gouvernementale (ONG) qui regroupe des juristes de toutes les parties du monde. Elle a un statut consultatif au Conseil économique et social des Nations unies (ECOSOC) et à l'Organisation des Nations unies pour l'éducation, la science et la culture (UNESCO).

## Historique
L'AIJD est fondée le 24 octobre 1946 à Paris par un groupe de juristes issus de la Résistance — René Cassin, Joë Nordmann, Léo Matarasso ou Pierre Cot,. Pendant la guerre froide, elle était sous le contrôle de l'Union soviétique,,.
Le premier président de l'Association est René Cassin, l'un des auteurs de la Déclaration universelle des droits de l'homme.

## Filiales et organisations affiliées
- Algérie - Organisation des Avocats d’Alger - Association des Femmes Juristes de la Wilaya d’Alger
- Bangladesh - Democratic Lawyers Association of Bangladesh (DLAB)[8]
- Belgique - Progress Lawyers Network[8],[9].
- Bulgarie - Union of Bulgarian Jurists[8]
- Cuba - Unión Nacional de Juristas de Cuba[8]
- États-Unis - National Lawyers Guild (en)[8] - National Conference of Black Lawyers[8]
- Finlande - Suomen Demokraattiset Lakimiehet (Oikeuspoliittinen yhdistys Demla)[10]
- France - Droit Solidarité[8]
- Italie - Associazione Nazionale Giuristi Democratici[8]
- Inde - Indian Association of Lawyers[8]
- Indonésie - Progressive People Lawyers Union[8]
- Japon - Japanese Lawyers International Solidarity Association (JALISA)[8]
- Liban - Association des Juristes Démocrates du Liban[8]
- Maroc - Association Marocaine des Droits Humains[8]
- Palestine - Palestinian Center for Human Rights - Palestinian Bar Association[8]
- Philippines - The National Union of Peoples’ Lawyers (NUPL)[8]
- Royaume-Uni - Haldane Society of Socialist Lawyers[8]
- Togo - Nouvelles Alternatives pour le développement durable en Afrique[8]
- Turquie - Progressive Lawyers Association[8]

Organisations régionales
- Arab Lawyers Union[8]
- American Association of Jurists[8]
- COLAP (Confederation of Lawyers of Asia and the Pacific)[8]
- European Association of Lawyers for Democracy and World Human Rights[8]